# Skateaway
"Skateaway" é uma canção da banda de rock britânica Dire Straits. A canção trata-se de uma patinadora que passa pelas ruas movimentadas da cidade, enquanto escuta um rádio portátil através de seus fones de ouvido. Skateaway aparece no terceiro álbum da banda, Making Movies. Foi lançado como single em 1980, e em janeiro de 1981 chegou ao 58º quinquagésimo oitavo lugar na Billboard Hot 100. Skateaway também foi acompanhado por um videoclipe popular na MTV, apresentando a cantora Jayzik Azikiwe (1958 - 2008) como a patinadora, embora ela tenha sido creditada como Jay Carly no vídeo dirigido por Lester Bookbinder.

## Paradas musicais
| País/Parada (1981)                | Melhor posição |
| --------------------------------- | -------------- |
| Estados Unidos (Hot 100)          | 58             |
| Nova Zelândia (Recorded Music NZ) | 47             |